# داگلاس آر. اوبرهلمن
داگلاس آر. اوبرهلمن (به انگلیسی: Douglas R. Oberhelman) (زاده ۲۵ فوریه ۱۹۵۳) کارآفرین، بازرگان و مدیر ارشد اجرایی آمریکایی است، که اکنون به‌عنوان مدیر عامل اجرایی و رئیس هیئت مدیره کاترپیلار فعالیت می‌نماید. وی همچنین از اعضای هیئت مدیره شرکت‌های امیرن، استر سیلز، نیچر کانسرونسی و الای لیلی اند کامپنی می‌باشد.